# Vol Aeroflot 2306
Le 2 juillet 1986, un Tupolev Tu-134 effectuant le vol Aeroflot 2306, un vol intérieur régulier reliant Vorkouta à Moscou, en Union soviétique, avec une escale prévue à Syktyvkar, s'est écrasé lors d'un atterrissage d'urgence à la suite d'un incendie à bord de l'appareil, survenue peu après le décollage de l'aéroport de Syktyvkar (en), tuant 54 des 92 passagers et membres d'équipage à bord.

## Avion
L'appareil impliqué est un Tupolev Tu-134AK, fabriqué en 1978 et immatriculé CCCP-65120 auprès du département Komi Civil Aviation d'Aeroflot. Au moment de l'accident, il totalise 7 989 cycles de vol (décollage/atterrissage) et 13 988 heures de vol à son actif.

## Accident
Environ 12 minutes après le décollage de l'aéroport de Syktyvkar (en), l'équipage du vol 2306 a signalé une alarme signalant de fumée dans la soute arrière. L'appareil a continué à monter jusqu'à une altitude de 6700 m, lorsque les pilotes ont choisit de retourner à Syktyvkar.
À ce moment-là, le vol 2306 est à 140 km de l'aéroport et les conditions météorologique dans la région sont mauvaise, avec un plafond nuageux à 200 m et de la pluie. Une descente d'urgence est alors amorcée. De la fumée continuant de remplir la cabine et le cockpit, l'équipage décide alors d'effectuer un atterrissage forcé. Peu après, l'appareil a heurté la cime de plusieurs arbres et s'est écrasé dans une forêt, située à environ 80 km au sud-ouest de Syktyvkar.

## Enquête
L'incendie survenu au sol à la suite du crash a détruit la majeure partie de l'avion, au point de rendre l'étude des débris presque impossible. L'enquête a duré cinq mois, au cours desquels le président de la commission d'enquête a été remplacé avant que le rapport complet ne soit achevé.
La conclusion officielle est qu'un incendie dans la soute à bagages arrière s'est propagé à travers les différentes sections de la soute avant que l'équipage ne puisse commencer à l'éteindre. Les multiples tentatives d'extinction de l'incendie ont échoué et la fumée et les vapeurs de l'incendie se sont propagées dans la cabine, obligeant les pilotes à effectué un atterrissage d'urgence. Cependant, en raison de la faible visibilité, de la distance par rapport à l'aéroport et de la quantité croissante de fumées dans le cockpit, l'équipage a été contraint d'atterrir dans la forêt en contrebas.
La cause exacte de l'incendie n'a jamais pu être déterminer avec certitude, mais il a été suggéré qu'un engin incendiaire ou des matériaux inflammables ont pu se trouver dans les bagages des passagers, en raison de l'absence d'inspection des bagages avant le vol. Toutefois, la commission d'enquête a pu exclure la possibilité d'une fuite de liquide hydraulique ou d'un câblage électrique défectueux, qui aurait pu conduire à un incendie